# Abierto Mexicano Telcel 2019
Abierto Mexicano Telcel 2019 presentado por HSBC byl společný tenisový turnaj mužského okruhu ATP World Tour a ženského okruhu WTA Tour, hraný v areálu Mundo Imperial Acapulco Princess na dvorcích s tvrdým povrchem. Probíhal mezi 25. únorem až 2. březnem 2019 v mexickém Acapulcu jako 26. ročník mužské poloviny a 19. ročník ženské části turnaje.
Mužský turnaj se řadil do kategorie ATP Tour 500 a jeho dotace činila 1 931 110 amerických dolarů. Ženská polovina hraná s rozpočtem 250 000 dolarů byla součástí kategorie WTA International Tournaments.
Nejvýše nasazenými hráči v singlových soutěžích se stali druhý tenista světa Rafael Nadal ze Španělska a třetí hráčka žebříčku Sloane Stephensová ze Spojených států amerických. Jako poslední přímí účastníci do dvouher nastoupili německý 70. hráč žebříčku Mischa Zverev a 133. žena klasifikace Misaki Doiová z Japonska.
Pátý singlový titul na okruhu ATP Tour vybojoval 23letý Australan Nick Kyrgios, jemuž během turnaje patřila 72. příčka žebříčku. Premiérové turnajové vítězství ve dvouhře okruhu WTA Tour získala 24letá Číňanka Wang Ja-fan, která se posunula na nové kariérní maximum, 49. místo světové kasifikace.
Druhý společný triumf z mužské čtyřhry si odvezl bratrský pár Němců Alexandra a Mischy Zverevových. Ženskou čtyřhru ovládla  bělorusko-čínská dvojice Viktoria Azarenková a Čeng Saj-saj, jejíž členky si připsaly premiérovou společnou trofej.

## Rozdělení bodů a finančních odměn

### Rozdělení bodů
| Soutěž       | vítězové | finalisté | semifinalisté | čtvrtfinalisté | 16 v kole | 32 v kole | Q  | Q2 | Q1 |
| ------------ | -------- | --------- | ------------- | -------------- | --------- | --------- | -- | -- | -- |
| dvouhra mužů | 500      | 300       | 180           | 90             | 45        | 0         | 20 | 10 | 0  |
| čtyřhra mužů | 500      | 300       | 180           | 90             | —         | —         | 20 | 0  | 0  |
| dvouhra žen  | 280      | 180       | 110           | 60             | 30        | 1         | 18 | 12 | 1  |
| čtyřhra žen  | 280      | 180       | 110           | 60             | 1         | —         | —  | —  | —  |

### Finanční odměny
| Soutěž                              | vítězové | finalisté | semifinalisté | čtvrtfinalisté | 16 v kole | 32 v kole | Q2     | Q1     |
| ----------------------------------- | -------- | --------- | ------------- | -------------- | --------- | --------- | ------ | ------ |
| dvouhra mužů                        | $367 630 | $184 640  | $93 160       | $48 955        | $24 470   | $13 540   | $5 210 | $2 600 |
| čtyřhra mužů                        | $115 510 | $56 540   | $28 350       | $14 550        | $7 520    | —         | —      | —      |
| dvouhra žen                         | $43 000  | $21 400   | $11 500       | $6 175         | $3 400    | $2 100    | $1 020 | $600   |
| čtyřhra žen                         | $12 300  | $6 400    | $3 435        | $1 820         | $960      | —         | —      | —      |
| částka ve čtyřhře je uvedena na pár |          |           |               |                |           |           |        |        |

## Dvouhra mužů

### Nasazení
| Stát                          | Hráč              | ATP | Nasazení |
| ----------------------------- | ----------------- | --- | -------- |
| Španělsko                     | Rafael Nadal      | 2.  | 1.       |
| Německo                       | Alexander Zverev  | 3.  | 2.       |
| USA                           | John Isner        | 9.  | 3.       |
| Argentina                     | Diego Schwartzman | 19. | 4.       |
| Austrálie                     | Alex de Minaur    | 27. | 5.       |
| USA                           | Frances Tiafoe    | 29. | 6.       |
| USA                           | Steve Johnson     | 34. | 7.       |
| Austrálie                     | John Millman      | 36. | 8.       |
| Žebříček ATP k 18. únoru 2019 |                   |     |          |

### Jiné formy účasti
Následující hráči obdrželi divokou kartu do hlavní soutěže:
- David Ferrer
- Gerardo López Villaseñor
- Emilio Nava

Následující hráč obdržel do hlavní soutěže zvláštní výjimku:
- Mackenzie McDonald

Následující hráči postoupili z kvalifikace:
- Federico Gaio
- Marcel Granollers
- Ryan Harrison
- Alexei Popyrin

Následující hráč postoupil z kvalifikace jako tzv. šťastný poražený:
- Guillermo García-López

### Odhlášení
před zahájením turnaje
- Kevin Anderson → nahradil jej  Mischa Zverev
- Grigor Dimitrov → nahradil jej  Cameron Norrie
- Taylor Fritz → nahradil jej  Guillermo García-López
- Martin Kližan → nahradil jej  Jošihito Nišioka

### Skrečování
- Nikoloz Basilašvili

## Mužská čtyřhra

### Nasazení
| Stát                                                                                   | Hráč                 | Stát     | Hráč         | ATP | Nasazení |
| -------------------------------------------------------------------------------------- | -------------------- | -------- | ------------ | --- | -------- |
| Spojené království                                                                     | Jamie Murray         | Brazílie | Bruno Soares | 10. | 1.       |
| USA                                                                                    | Bob Bryan            | USA      | Mike Bryan   | 18. | 2.       |
| Kolumbie                                                                               | Juan Sebastián Cabal | Kolumbie | Robert Farah | 20. | 3.       |
| Polsko                                                                                 | Łukasz Kubot         | Brazílie | Marcelo Melo | 20. | 4.       |
| Žebříček ATP k 17. únoru 2019; číslo je součtem žebříčkového postavení obou členů páru |                      |          |              |     |          |

### Jiné formy účasti
Následující páry obdržely divokou kartu do hlavní soutěže:
- Santiago González /  Ajsám Kúreší
- Nicholas Monroe  /  Miguel Ángel Reyes-Varela

Následující pár postoupil z kvalifikace:
- Peter Gojowczyk /  Kevin Krawietz

## Ženská dvouhra

### Nasazení
| Stát                          | Hráčka                | WTA | Nasazení |
| ----------------------------- | --------------------- | --- | -------- |
| USA                           | Sloane Stephensová    | 3.  | 1.       |
| USA                           | Danielle Collinsová   | 24. | 2.       |
| Chorvatsko                    | Donna Vekićová        | 25. | 3.       |
| Rumunsko                      | Mihaela Buzărnescuová | 29. | 4.       |
| USA                           | Sofia Keninová        | 37. | 5.       |
| Řecko                         | Maria Sakkariová      | 38. | 6.       |
| Čína                          | Čeng Saj-saj          | 41. | 7.       |
| Spojené království            | Johanna Kontaová      | 42. | 8.       |
| Žebříček WTA k 18. únoru 2019 |                       |     |          |

### Jiné formy účasti
Následující hráčky obdržely divokou kartu do hlavní soutěže:
- Viktoria Azarenková
- Renata Zarazúaová
- Jil Teichmannová

Následující hráčky se probojavaly do hlavní soutěže z kvalifikace:
- Irina Baraová
- Ysaline Bonaventureová
- Varvara Flinková
- Beatriz Haddad Maiová
- Christina McHaleová
- Conny Perrinová

Následující hráčka postoupila z kvalifikace jako tzv. šťastná poražená:
- Martina Trevisanová

### Odhlášení
před zahájením turnaje
- Jekatěrina Alexandrovová → nahradila ji  Laura Siegemundová
- Eugenie Bouchardová → nahradila ji  Amanda Anisimovová
- Sie Šu-wej → nahradila ji  Marie Bouzková
- Ajla Tomljanovićová → nahradila ji  Bianca Andreescuová
- Stefanie Vögeleová → nahradila ji  Martina Trevisanová

## Ženská čtyřhra

### Nasazení
| Stát                                                                                   | Hráčka              | Stát     | Hráčka                | WTA  | Nasazení |
| -------------------------------------------------------------------------------------- | ------------------- | -------- | --------------------- | ---- | -------- |
| Rumunsko                                                                               | Irina Baraová       | Rumunsko | Mihaela Buzărnescuová | 88.  | 1.       |
| Slovinsko                                                                              | Dalila Jakupovićová | Rusko    | Irina Chromačovová    | 93.  | 2.       |
| USA                                                                                    | Desirae Krawczyková | Mexiko   | Giuliana Olmosová     | 129. | 3.       |
| Chile                                                                                  | Alexa Guarachiová   | USA      | Sabrina Santamariová  | 132. | 4.       |
| Žebříček WTA k 18. únoru 2019; číslo je součtem žebříčkového postavení obou členů páru |                     |          |                       |      |          |

### Jiné formy účasti
Následující páry obdržely divokou kartu do hlavní soutěže:
- Marie Bouzková /  Renata Zarazúaová
- Victoria Rodríguezová  /  Ana Sofía Sánchezová

## Přehled finále

### Mužská dvouhra
- Nick Kyrgios vs.  Alexander Zverev, 6–3, 6–4

### Ženská dvouhra
- Wang Ja-fan vs.  Sofia Keninová, 2–6, 6–3 7–5

### Mužská čtyřhra
- Alexander Zverev /  Mischa Zverev vs.  Austin Krajicek /  Artem Sitak, 2–6, 7–6(7–4), [10–5]

### Ženská čtyřhra
- Viktoria Azarenková /  Čeng Saj-saj vs.  Desirae Krawczyková /  Giuliana Olmosová, 6–1, 6–2